# Verbascum flavidum
Verbascum flavidum är en flenörtsväxtart som först beskrevs av Pierre Edmond Boissier, och fick sitt nu gällande namn av Josef Franz Freyn och Bornm.. Verbascum flavidum ingår i släktet kungsljus, och familjen flenörtsväxter. Inga underarter finns listade i Catalogue of Life.